# Gesunden
Gesunden är en sjö i Ragunda kommun i Jämtland och ingår i Indalsälvens huvudavrinningsområde. Gränsen mellan Stuguns och Ragunda socknar går genom sjön och delar den mitt itu. Sjön är 42 meter djup, har en yta på 29,8 kvadratkilometer och befinner sig 202,9 meter över havet. Sjön genomrinns av Indalsälven, med vattenkraftverk i båda ändar. Riksväg 87 följer sjöns norra strand, med Stuguns kyrkby belägen uppströms älven enstaka kilometer väster om sjön. År 1968 invigdes Norrlands längsta vägtunnel genom ett berg, 153 meter lång vid Stadsberget, för Riksväg 87.
Vid Stadsberget intill sjöns östra strand i Koviken finns spår av en 1,5 miljarder år gammal magmakammare, till vilken två olika magmor letade sig. Detta ligger bakom förekomsten av bland annat rapakivigranit i området, en ovanlig bergart i Sverige som kunnat studeras i främst Ragunda.

## Delavrinningsområde
Gesunden ingår i delavrinningsområde (700484-150545) som SMHI kallar för Utloppet av Gesunden. Medelhöjden är 268 meter över havet och ytan är 109,25 kvadratkilometer. Räknas de 1875 avrinningsområdena uppströms in blir den ackumulerade arean 20 404,17 kvadratkilometer. Avrinningsområdets utflöde Indalsälven mynnar i havet. Avrinningsområdet består mestadels av skog (58 procent). Avrinningsområdet har 29,77 kvadratkilometer vattenytor vilket ger det en sjöprocent på 27,2 procent.

## Gesunda kanal
De geologiska förhållandena vid sjöns östra del är desamma som rådde vid sjön Ravunden till den 6 juni 1796 då sjön avtappades och Döda fallet tillkom. Den gamla älvfåran som den var före senaste istiden gick söder om Forsberget som avskiljer området från Krångedeforsarna. Området som kallas Tjärnviksdalen består av en rad små tjärnar där själva dalgången innehåller ett djupt lager av gamla bottensediment där berget ligger 25 meter under, vilket konstaterades vid en undersökning 2013. Ett genombrott av vatten genom dalen skulle således kunna åstadkomma  samma resultat som en gång orsakades av kanalgrävningen som skapade Döda fallet.
År 1828 gjorde några hemmansåbor i Stugun en hemställan på uppdrag av Stugun Byemäns vägnar till landshövding Mikael von Törne att sänka Gesunden för att därigenom vinna mer åkermark. Samtidigt inledde den Ragundafödde Per Olofsson Nordin (1797-1857), Kapten Mekanikus (militär grad motsvarande civilingenjör), en undersökning om möjligheten att bygga en kanal från Gesunden via Tjärnviksdalen ner till Indalsälven. Till sin hjälp hade han delningslantmätaren H.A. Pendtz (1776-1844) som tidigare varit inblandad i arbetet med Göta kanal. Von Törne ställde sig mycket negativ till båda projekten och därigenom blev det inget av de vidare planerna. Ett kanalbygge skulle otvivelaktigt kunnat resultera i ett upprepande av katastrofen 1796 fast i större skala.
Möjligheten till ett genombrott genom Tjärnvikdalen har kommit att aktualiseras med den risk för höga vattenflöden som kommande klimatförändringar kan medföra. 2015 utfärdade Skogsstyrelsen i Jämtland avverkningförbud för områden i dalgången eftersom man bedömde området alltför instabilt.

## Ivar-Lo och Tjärnviken
Platsen vid Tjärnviken har fått en plats i den svenska litteraturhistorien genom författaren Ivar-Lo Johansson. Sommaren 1927 var han bosatt i en fäbodstuga vid Tjärnviken tillsammans med en kvinna som härstammade från trakten. Vistelsen kom att bilda bakgrunden till Ivar-Lo Johanssons debutroman "Måna är död" (1932) som i allt är en nyckelroman om deras förbindelse och miljön. Den fors som huvudpersonen Måna går ner i på slutet är verklighetens Krångedeforsarna, som då ännu inte var utbyggda.

### Fotnoter
1. 1 2 3 4  ”Sjölyftet” (Microsoft Excel). SMHI. http://www.smhi.se/polopoly_fs/1.11384!Sjolista.xls. Läst 10 december 2012.
2. 1 2  ”Ladda ner data från Svenskt vattenarkiv – Vattenytor (SVAR 2012)” (Esri Shape). SMHI. http://www.smhi.se/polopoly_fs/1.31148!/Menu/general/extGroup/attachmentColHold/mainCol1/file/Vy_y_2012_2c.zip. Läst 7 oktober 2012.
3. ↑  ”Ladda ner data från Svenskt vattenarkiv – Ackumulerade delavrinningsområden (SVAR 2010)” (Esri Shape). SMHI. http://www.smhi.se/polopoly_fs/1.22092!svaro_2010_2.zip. Läst 7 oktober 2012.
4. 1 2  ”Ladda ner data från Svenskt vattenarkiv – delavrinningsområden (SVAR 2010)” (Esri Shape). SMHI. http://www.smhi.se/polopoly_fs/1.20768!/Menu/general/extGroup/attachmentColHold/mainCol1/file/aro_y_2010_2.zip. Läst 7 oktober 2012.
5. 1 2  ”Ladda ner data från Svenskt vattenarkiv – Delavrinningsområden (SVAR 2012)” (Esri Shape). SMHI. http://www.smhi.se/polopoly_fs/1.24469!/Menu/general/extGroup/attachmentColHold/mainCol1/file/aro_y_2012_2.zip. Läst 7 oktober 2012.
6. ↑  2010-03-22 NATIONALENCYKLOPEDIN • KORT http://www.ne.se/gesunden
7. ↑  "Det här händer vid tunneln genom Stadsberget", SVT Jämtland 30 september 2022.
8. ↑  Koviken, Geopark Indalsälven, läst 2 oktober 2023.
9. ↑  Stadsberget, Geopark Indalsälven, läst 27 januari 2024.
10. ↑  "Enorm förödelse om Indalsvälven skulle ta ny väg genom Tjärnviksdalen", SVT Jämtland 13 juni 2023.